# Hippotragus niger
L'antilope nera (Hippotragus niger (Harris, 1838)) è una antilope africana, appartenente alla sottofamiglia Hippotraginae.

## Descrizione

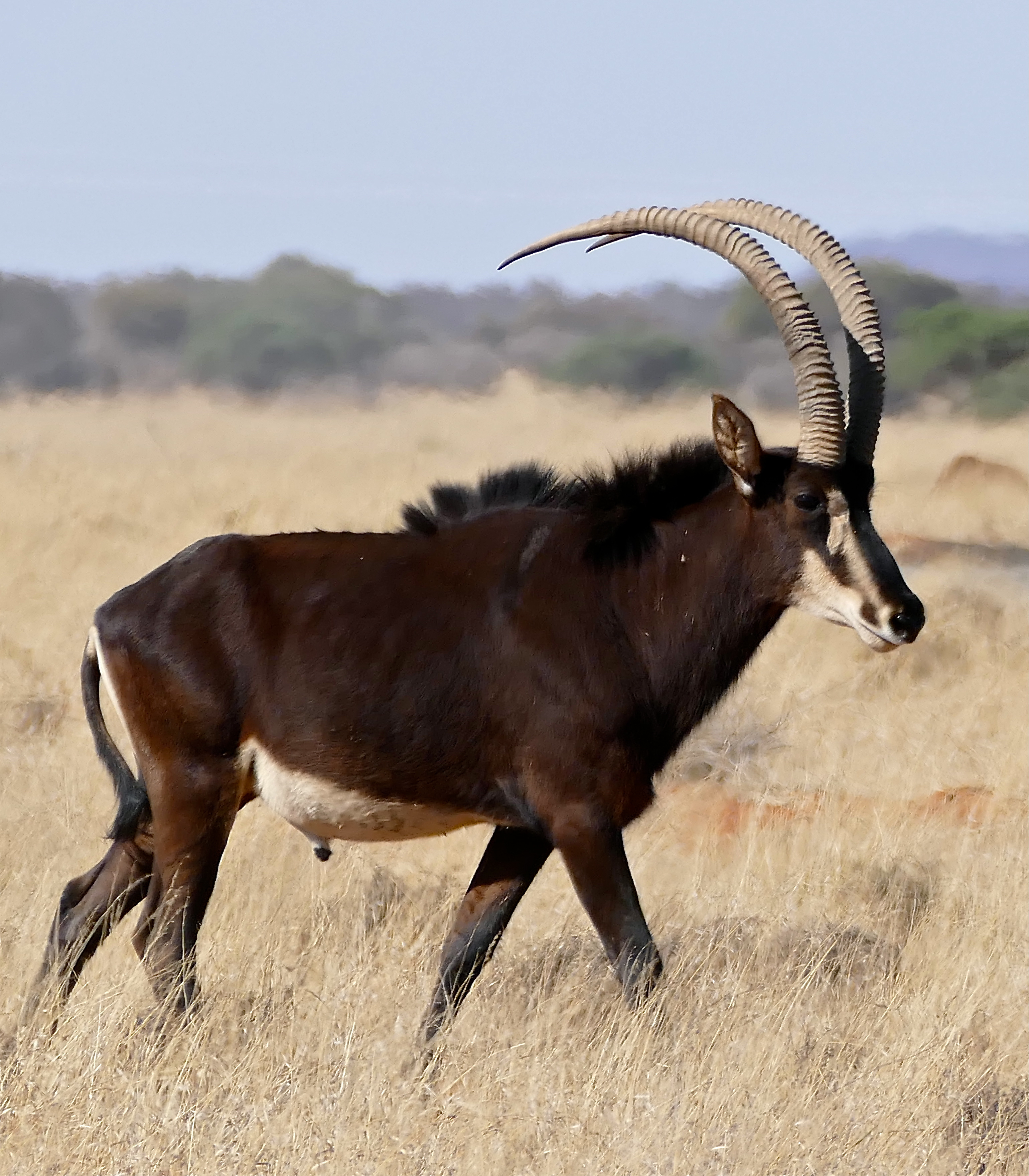
Maschio nel Parco nazionale Mokala

È un'antilope di grandi dimensioni. Fino a tre anni, maschi e femmine sono pressoché indistinguibili; poi le corna dei maschi si fanno più possenti e il mantello diventa scuro. 
I maschi adulti presentano una colorazione bruno - nera mentre le femmine e i piccoli sono di colore più chiaro tendente al rossastro. Le parti inferiori sono bianche, in netto contrasto con il mantello, così come alcuni disegni sul muso e l'interno delle orecchie.

Le corna delle antilopi nere sono incurvate all'indietro e nei maschi superano mediamente il metro di lunghezza. Il record delle corna più lunghe, 164,7cm,  fu registrato in Angola ad un'antilope nera della sottospecie "variani".

## Distribuzione e habitat
La specie è diffusa in  Angola, Botswana, Repubblica Democratica del Congo, Kenya, Malawi, Mozambico, Namibia, Sudafrica, Tanzania, Zambia e Zimbabwe.
L'ambiente preferito è quello della savana mista, con alternanza di bosco e prateria.

## Sottospecie
Esistono tre sottospecie di antilopi nere:
- Hippotragus niger niger presente nell'area a sud del fiume Zambesi in Africa meridionale
- Hippotragus niger kirkii che si trova tra i fiumi Zambesi e Galana (Kenya meridionale)
- Hippotragus niger variani, distribuita in Angola.

## Conservazione
A causa della sua bellezza, è una preda molto ambita dai “cacciatori di trofei”, tuttavia non corre pericolo di estinzione. Negli ultimi decenni, il suo areale è addirittura in espansione (specialmente in Namibia, Zimbabwe e Sudafrica) perché molte fattorie e riserve di caccia hanno iniziato a proteggere l'animale dal bracconaggio, vera minaccia per gli animali africani, per garantire la crescita della specie stessa.